# Konsthallen Lokstallet
Konsthallen Lokstallet är en svensk konsthall.
Konsthallen Lokstallet i Strömstad invigdes 2000 efter en renovering 1998–1999 av en lokhall, som uppförts 1903 i samband med järnvägens utbyggnad till staden. Byggnaden, med ett enda rum på 225 kvadratmeter med en maximal takhöjd på 8 meter, har stora fönster mot Västerhavet. 
Konsthallen Lokstallet har inriktning på samtida konst och nordiskt konsthantverk. Huvudman är Strömstads kommun och konsthallen får också verksamhetsstöd från Västra Götalandsregionen.